# Convenció de Filadèlfia

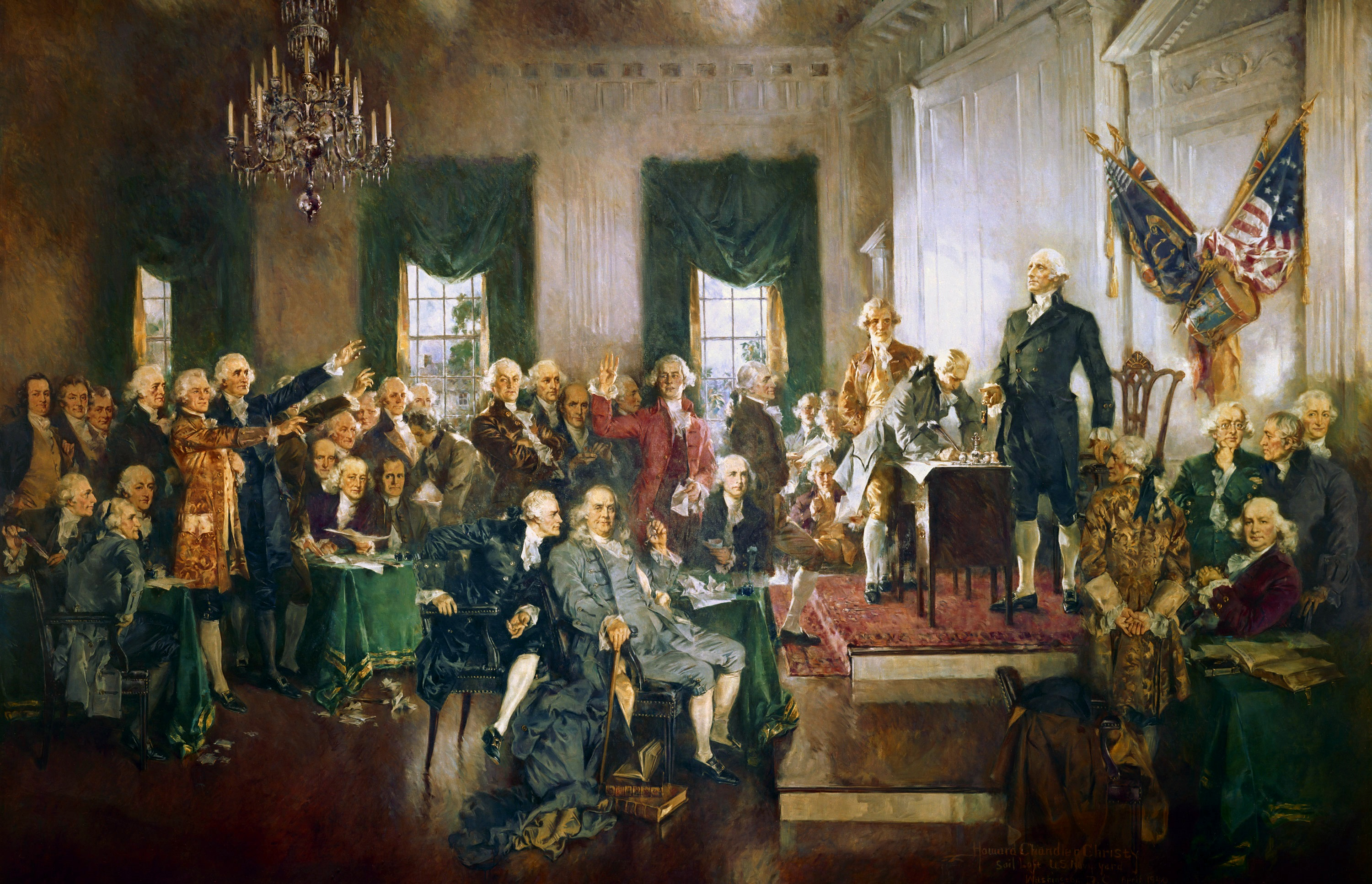
Pintura de la signatura de la Constitució dels Estats Units, per Howard Chandler Christy

La Convenció de Filadèlfia, també coneguda com la Convenció Constitucional, la Convenció Federal o la Gran Convenció a Filadèlfia prengué lloc del 25 de maig al 17 de setembre, 1787 per a resoldre els problemes de govern dels Estats Units d'Amèrica, el govern del qual era definit segons els Articles de la Confederació després de la seva independència de la Gran Bretanya. Tot i que la convenció es reuní suposadament per revisar i reformar els Articles de la Confederació, la intenció de molts dels proponents, entre els quals James Madison i Alexander Hamilton, era des del començament crear un nou govern federal, en comptes d'"arreglar" l'existent. Els delegats elegiren George Washington per presidir la convenció. Com a resultat, es promulgà l'única i actual constitució dels Estats Units, que creà la federació nord-americana amb la seva estructura actual, i per tant, la convenció és un dels esdeveniments històrics més importants de la història dels Estats Units.

## Context històric
Abans que es redactés la Constitució, els Federalistes i els Anti-Federalistes es van posar d'acord pel que fa a la ineficàcia del govern per gestionar el comerç. Virgínia i Maryland havien arribat a un acord sobre com navegar per la badia de Chesapeake i respecte als seus assumptes tributaris i volien que Delaware i Pennsilvània se'ls unissin. Semblant acord, però, era il·legal sense el consentiment del Congrés Confederal segons l'Article VI dels Articles de la Confederació. La frustració respecte a l'acord va desencadenar en la Convenció d'Annapolis, on només cinc estats es van presentar per discutir possibles remeis per al comerç. A la convenció es va fixar la data per a la Convenció de Filadèlfia en 1787.
Tres esdeveniments van ocórrer que van incrementar la legitimitat de la Convenció de Filadèlfia. Primer Nova York va vetar el pla de 25 anys de Robert Morris per incrementar els ingressos després que tots els altres estats havien estat d'acord (molts amb reserves). La nació es trobava amb una necessitat desesperada d'ingressos per pagar deutes externs a França i els Països Baixos, als soldats que lluitaven contra els Nadius Americans a l'oest, i per a les despeses generals de dirigir un govern. L'Impost de 1786 va sol·licitar 3,8 milions de dòlars i va rebre només 663$ en requises. Segon, la Rebel·lió de Shays sacsejar el país. La rebel·lió per capturar un arsenal a Massachusetts va ser suprimida amb relativa facilitat, però les notícies de l'esdeveniment van espantar a la gent en tots els estats i van exposar les debilitats dels Articles. Finalment, els bloquejos al país a causa de les deutes van demostrar la debilitat dels Articles i van mostrar la incapacitat del govern per solucionar el problema.

## Deliberacions
La convenció es va celebrar a la Cambra Legislativa de l'Estat de Pennsilvània durant el càlid estiu de 1787. Les finestres es van mantenir tancades i es van situar guàrdies de manera que altres persones no poguessin sentir les discussions. Rhode Island va rebutjar enviar delegats a la convenció.

### El pla de Virginia

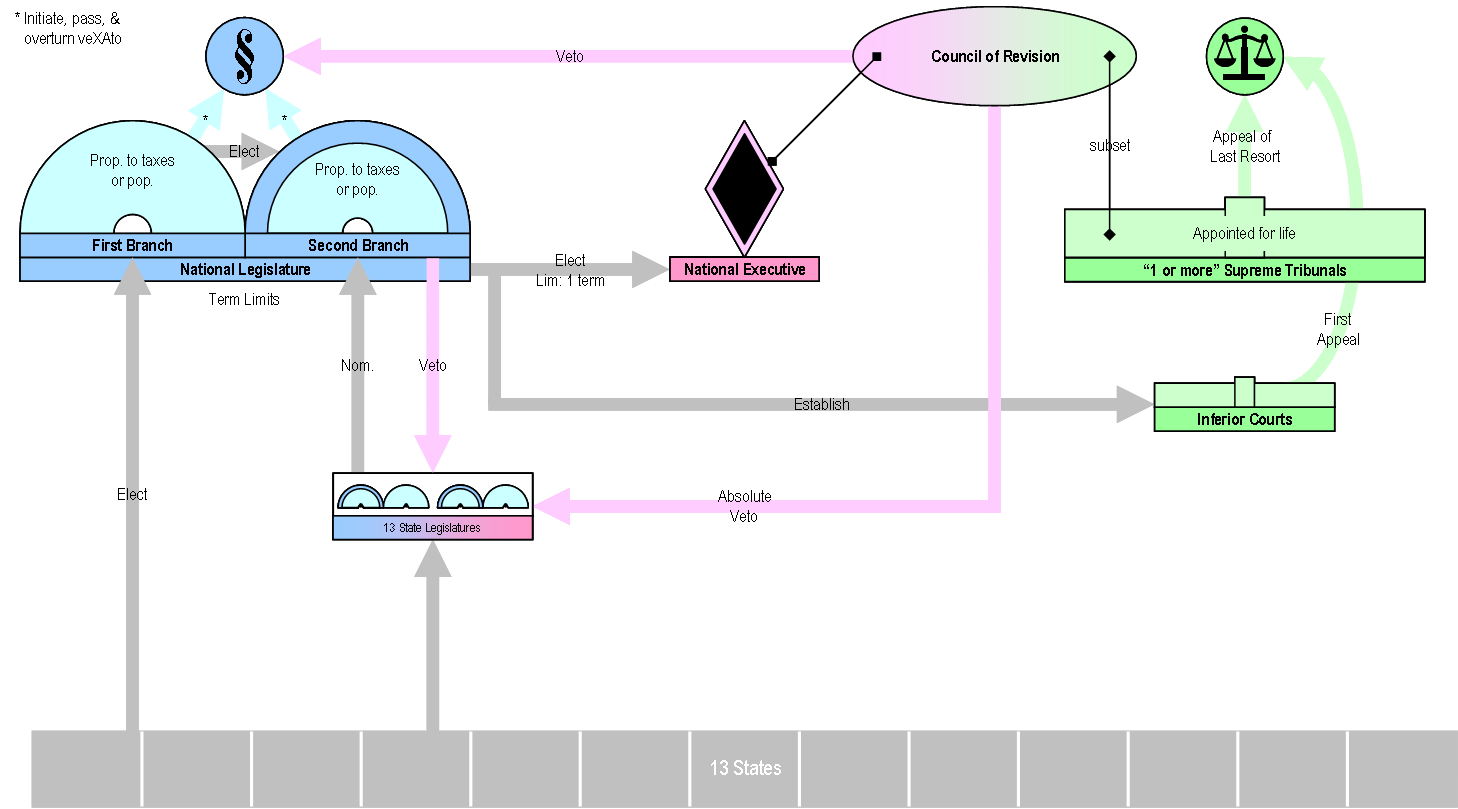
Diagrama del Pla de Virginia

El Pla Virginia era l'ordre del dia no oficial per a la Convenció. La delegació de Virgínia va arribar abans que les altres delegacions a Filadèlfia i va començar a reunir diàriament per parlar sobre projectes per al nou govern. Tots excepte la primera resolució van ser escrits per James Madison, i van ser relatats en la Convenció per Edmund Randolph.
El pla incloïa:
- Una legislatura bicameral
- Els membres d'ambdues cambres determinats proporcionalment
- La cambra baixa seria triada per la població de diversos estats
- La Cambra Alta seria triada per la cambra baixa nomenada per les legislatures estatals
- La legislatura seria molt poderosa
- Es va planejar un executiu, però existiria per assegurar que es realitzés la voluntat de la legislatura, i elegida per la legislatura
- Formació d'una judicatura, amb durada de per vida
- Un Consell de Revisió consistent en l'executiu i algunes judicatures nacionals i tindria el poder de vetar i revisar la legislació nacional
- La legislatura nacional seria capaç de vetar lleis estatals

### El pla de Nova Jersey

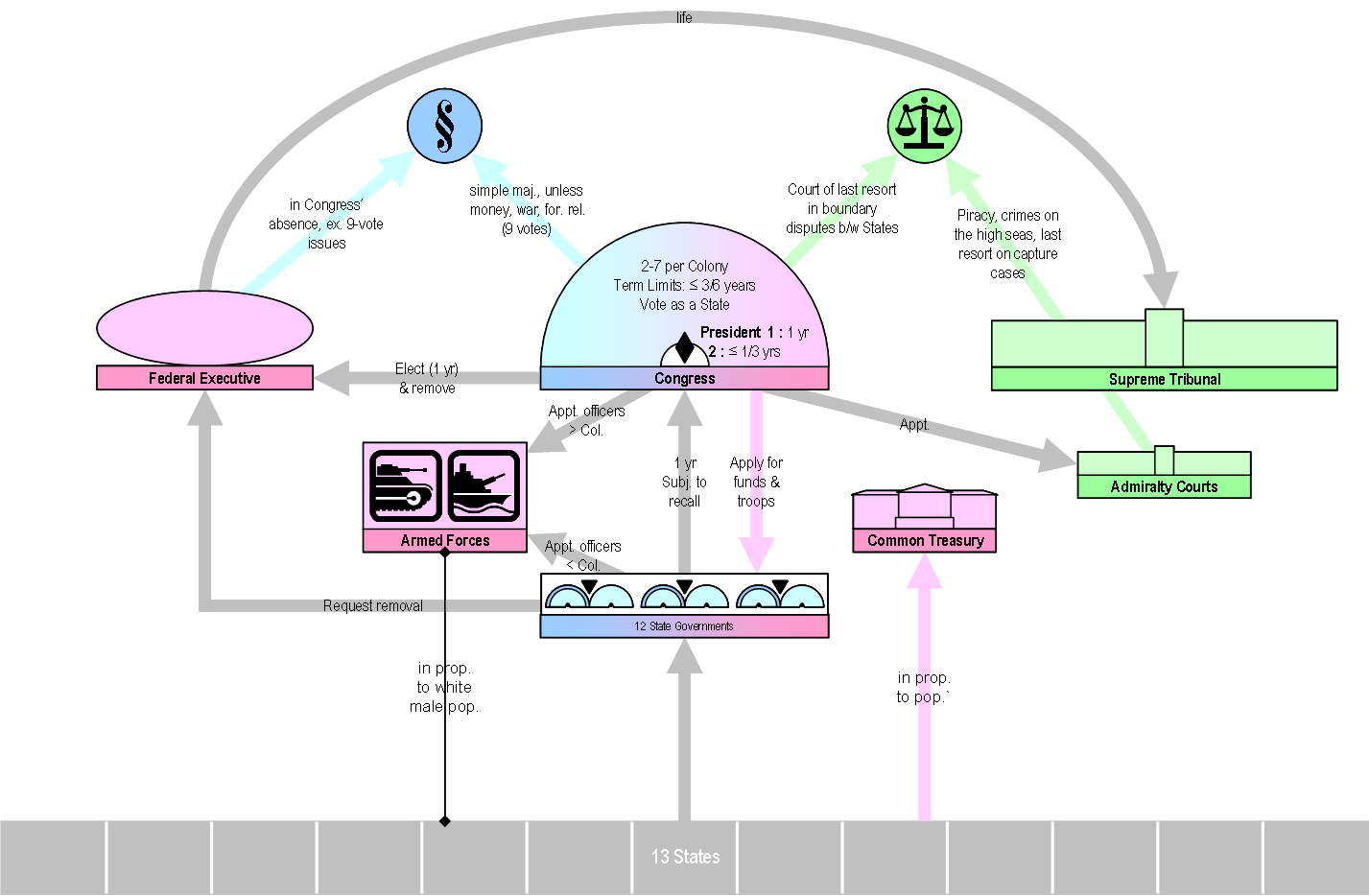
Diagrama del Pla de Nova Jersey

Alguns, com William Paterson, van pensar que si se li donava massa poder al govern, o als estats més grans, aquests podrien destruir als estats més petits i prendre el control de la Cambra, i els estats més petits tindrien poca influència en futures qüestions al país. El Pla de Nova Jersey era en gran part una resposta al Pla Virginia. Patterson va relatar el pla a la Convenció el 15 de juny de 1787. Aquest incloïa:
- L'actual Congrés es mantenia, però guanyava nous poders. Per exemple, el Congrés podria imposar impostos i forçar la seva recaptació
- Es crearia un executiu, decidit pel Congrés (el Pla va tenir en compte un executiu multipersonal)
- L'executiu serviria per un sol mandat i estaria subjecte a ser retirat a petició de governadors estatals
- Una judicatura designada per l'executiu, amb durada de per vida
- Les lleis decretades pel Congrés tindrien prioritat sobre lleis estatals
- La legislatura unicameral proveiria a cada estat d'un vot

### El Gran Compromís
Roger Sherman estava ben vist en la convenció, i era respectat per molts dels altres membres. En el matí de l'11 de juny, Sherman va proposar: «que la proporció de sufragi en la primera càmera hauria de correspondre al respectiu nombre d'habitants lliures; i en la segona cambra o Senat, cada Estat hauria de tenir un vot i no més ». Al principi aquesta proposta va ser rebutjada com massa radical. Més tard quan cap de les parts arribava a un acord, es va arribar a un compromís, conegut com el Gran Compromís seguint el pla de Sherman de tenir la Cambra de Representants dels Estats Units basada en la població i al Senat cada estat aconseguiria una quantitat igual de Senadors. Aquest també va ser conegut com el Compromís de Connecticut.